# Mostri contro alieni (videogioco)
Mostri contro alieni è un videogioco del 2009 basato sul film omonimo. Il gioco è stato pubblicato il 24 marzo 2009 per Microsoft Windows, PlayStation 3, Xbox 360, Nintendo DS, PlayStation 2 e Wii.
Sviluppato dalla Beenox per tutte le piattaforme, ad eccezione del Nintendo DS per il quale è stato sviluppato dalla Amaze Entertainment, il titolo permette al giocatore di ripercorrere alcune sequenze del film, controllando alternativamente i personaggi di Ginormica, Dr. Scarafaggio, B.O.B. e Anello Mancante, e permette la modalità multiplayer.
Così come nel film, anche nel videogioco, i personaggi sono doppiati da Reese Witherspoon, Seth Rogen, Will Arnett, e Rainn Wilson. La musica del gioco è stata composta da Jim Dooley, e registrata presso il Warner Brothers Eastwood Scoring Stage.